# B.A.P
B.A.P (кор. 비에이피, название расшифровывается как Best. Absolute. Perfect — «Лучшие. Абсолютные. Идеальные») — южнокорейский бой-бэнд, представленный TS Entertainment 9 декабря 2011 года. Дебют группы состоялся 28 января 2012 года в Сеуле, с песней «Warrior». 18 февраля 2019 года группа была расформирована.
B.A.P — первая мужская группа, образованная корейским агентством TS Entertainment. Участники группы: Пан Ёнгук (лидер, рэпер), Ким Химчхан (вокалист, лицо группы), Чон Дэхён (главный вокалист), Ю Ёнджэ (главный вокалист), Мун Джоноп (танцор, вокалист) и Zelo (макнэ, танцор, рэпер). Их название — это акроним слов BEST ABSOLUTE PERFECT (Лучшие Абсолютные Идеальные), и оно показывает их решимость стать лучшей и абсолютно идеальной группой.
Идея создания группы появилась в 2011 году, и сразу же началось её продвижение с помощью Ёнгука, который взял на себя роль лидера проекта. Второй участник группы B.A.P, Химчхан — ольджан и мультиинструменталист. Он был представлен публике в качестве ведущего музыкального шоу «The Show» на канале MTV Korea. 23 ноября 2011 года был представлен третий участник, Zelo — он выпустил совместный с Пан Ёнгуком трэк «Never Give Up». Их подгруппа получила название Bang & Zelo. 2011 год. Группа B.A.P сформировалась в 2011 году. В этом же году лидер Пан Ёнгук участвует в записи песни «Going Crazy» с участницей группы Secret Сон Джи Ын. Затем 11 августа 2011 года он выпускает дебютный сингл «I remember», вместе с вокалистом группы B2st. Второй участник группы — Ким Химчхан был представлен публике на корейском канале MTV в передаче «The Show». И наконец, 23 ноября 2011 был представлен третий участник группы — Zelo, который вместе с Ёнгуком записал песню «Never Give Up».

## Карьера

### 2012 год
В январе 2012 года группа снялась в реалити-шоу «Ta-Dah, It’s B.A.P!», которое транслировалось по каналу SBS MTV. В шоу рассказывалось о шести пришельцах с другой планеты, которые прибыли на Землю, чтобы стать участниками B.A.P и таким образом спасти свою родную планету Мато.
28 января 2012 года был выпущен первый сингл «Warrior». Его продвижение началось с корейского телевизионного шоу Music Bank. 3 февраля 2012 года альбом «Warrior» уже был на 10 месте в чарте Billboard’s World Albums.В Южной Корее было продано более чем 10 000 экземпляров альбома, уже на второй день после его выхода.
В марте 2012 группа выпускает песню «Secret love».
16 апреля 2012 года TS объявляет о возвращении B.A.P. 27 апреля 2012 года был выпущен сингл «Power», а затем одноимённый мини-альбом. Альбом получил положительные отзывы и разошелся, в первый же день выхода, партией в 30 000 экземпляров. Альбом попал в чарт Billboard’s World Albums и оказался на 10-м месте.

### Дебют с «Warrior»
26 января 2012 вышел дебютный сингл группы, Warrior, названный MTV Korea «мощным и притягивающим внимание». Вот, что написала о них Нэнси Ли из Enews World:
«Кажется, что В.А.Р решили выделиться среди айдол-групп из мальчиков-цветочков, которые сейчас занимают ведущие позиции в мире к-поп. Имидж В. А.Р — плохие парни, разбивающие окна автомобилей; которые чем-то недовольны, и делающие все, что делают обычные парни».
Первое выступление с песней Warrior состоялось на шоу Music Bank. 28 января, в Сеуле, прошел дебютный концерт В.А.Р. На него пришло более 3000 человек.

### 2013: One Shot и дебют в Японии
В феврале 2013 года B.A.P выпустили альбом «One Shot», заглавными песнями которого являлись "Rain Sound"и «One shot». После релиза альбома участники устроили концерт в Сеуле, билеты на который были распроданы за 10 минут. Также группа начала свой первый мировой тур «B.A.P Live on Earth». В рамках турне парни посетили Тайвань, Гонконг и Сингапур. Затем, B.A.P отправились в тур по США — «B.A.P Live on Earth Pasific Tour». Во время тура группа выпустила клипы к песням «Coffee Shop», «Hurricane», а затем и одноимённый с альбомом клип «Badman». В мае 2013 B.A.P подписали контракт с японским лейблом King Records. Дебютное музыкальное видео на японскую версию трека «Warrior» было представлено 13 сентября, а 9 октября был выпущен сам сингл.

### 2014: Возвращение с First Sensibility
В середине января TS Entertainment объявили о возвращении группы с первым студийным альбомом «First Sensibility». Альбом и музыкальное видео на заглавную песню «1004 (Angel)» были представлены 3 февраля.

### 2018—2019: Расформирование
В августе разразился скандал с обвинением Ким Химчхана в непристойном поведении и сексуальном нападении на девушку 20 лет, которое произошло в Намянджу. Поскольку обе стороны выдвигают противоречивые показания, полиция начала расследование дела.
На момент 15 августа контракт Пан Ёнгука подошёл к концу и после обсуждения с компанией было решено его не продлевать. По информации агентства от 2 декабря контракт Zelo подошёл к концу и после обсуждения с участником о его дальнейшем будущем было сделано обоюдное решение не продлевать контракт, в связи с чем Zelo перестаёт быть участником группы B.A.P.
18 февраля 2019 года TS Entertainment сделали официальное заявление о том, что контракты мемберов B.A.P., Химчхана, Дэхёна, Ёндже и Чонопа, были прекращены. Участники B.A.P, Химчхан, Дэхён, Ёнджэ и Чоноп, пришли к соглашению с TS Entertainment, что их контракты будут расторгнуты, и они не будут их продлевать и пойдут своим путём.

## Муз. стиль и имидж
Канал MTV Korea назвал B.A.P «разносторонней группой». Юн Сынель из Star News Korea прокомментировал их живые выступления:
«Они уже доказали, что их выступления отличаются от того, к чему все так привыкли. Их идеальный танец, мощное обаяние, впечатляющий рэп Бан Ёнгука и высокоскоростной рэп Джело представляют собой отличное сочетание. А сильные голоса Дэхёна и Ёнджэ дополняют совершенную картину. Помимо этого, выступление, состоящее из энергичных и агрессивных движений, приковывает к себе взгляд с самого начала. Даже самые популярные и опытные группы должны обратить на них своё внимание.»
Незадолго до дебюта все участники покрасили волосы в один и тот же цвет, и стали платиновыми блондинами. Они лично приняли участие в разработке и создании сценических костюмов, концепции, написании текстов и музыки альбома. Как сказал участник группы Ю Ёнджэ, «мы не хотели слишком отличаться друг от друга, поскольку стремились показать единство группы на сцене».

Когда мы спросили о существенном различии между В.А.Р и другими айдол-группами, Ёнгук нам ответил:
«Мы выглядим мужественно. Если вы обратите внимание на хореографию большинства мужских айдол-групп, то заметите, что у всех есть характерные движения. Поэтому иногда они выглядят лучше, когда танцуют все вместе, но в отличие от них, мы стремимся показать нашу сильную сторону, а не милую и мягкую — так называемое „удовольствие для глаз“. Поэтому, я думаю, мы так сильно отличаемся. Так же как и наши музыка и стиль».

## Иск против агентства
27 ноября 2014 года становится известно, что шестеро участников группы В.А.Р подали иск с целью аннулирования своих контрактов с агентством. Согласно заявлению адвокатской конторы, участники группы В.А.Р подали иск против TS Entertainment в западный окружной суд Сеула.
Эксклюзивные контракты В.А.Р с их компанией были заключены в марте 2011 года, и они заявляют, что их контракты были выгодны только их компании, а по отношению к участникам группы были исключительно несправедливы.
В условиях их контракта сказано, что срок действия контракта будет длиться как минимум семь лет, начиная с выпуска их первого альбома (а не с даты заключения договора), а это гораздо дольше по сравнению с контрактами других компаний. Также, согласно их заявлению, контракты не соблюдают законов касательно защиты гражданских прав артистов. Агентство не считается с согласием артистов на что-либо, в том числе с правами на неприкосновенность частной жизни и т. п.
Также иск включает в себя заявление относительно распределения доходов, которые выгодны исключительно компании, и что им пришлось иметь дело с условиями, которые ставили их в невыгодное положение в случае расторжения контракта или причинённых агентству убытков.
Несмотря на несправедливое содержание контракта, со времени дебюта в январе 2012 года В.А.Р выпустили 11 альбомов различных форматов и провели концерты по всему миру, включая Корею, Японию, Китай и другие страны.

## Фан-клуб
Официально их фан-клуб называется BABY/BABYz. Он был сформирован TS Entertainment 10 февраля 2012 года. Из архива, сообщение от TS Ent.:
«Наконец-то мы объявляем название официального фан-клуба группы B.A.P, чего многие из вас очень ждали. Название тех, кто всегда поддерживает группу — „BABY“. Оно было дано Пан Ёнгуком ещё до дебюта и было единогласно принято остальными мемберами. С этого момента, что бы мы ни делали на сцене или где-либо ещё, мы просим вашей поддержки, BABYz».
Открытие фан-клуба состоялось на девятый месяц после дебюта B.A.P (27 октября 2012 года), и более 3000 BABYz приняли участие в этом мероприятии. Все члены фан-клуба, присутствовавшие на 1st Official BABY получили 'BABY Official Box', содержащий членскую карточку, расписание и шесть фото с сообщениями от участников группы.

## Дискография
| - First Sensibility (2014) - Noir (2016) | - Best.Absolute.Perfect (2016) - Unlimited (2017) - Massive (2018) |

## Участники
| Сценический псевдоним | Сценический псевдоним | Настоящее имя | Настоящее имя | Дата рождения | Позиция в группе         | Название кролика     | Цвет кролика      |
| --------------------- | --------------------- | ------------- | ------------- | ------------- | ------------------------ | -------------------- | ----------------- |
| Химчан                | HimChan               | Ким Химчан    | 김힘찬        | 19.04.1990    | Вокалист, лицо группы    | Татсмато (Tatsmato)  | розовый/сиреневый |
| Дэхён                 | DaeHyun               | Чон Дэхён     | 정대현        | 28.06.1993    | Главный вокалист         | Кекемато (Kekemato)  | белый/серый       |
| Ёндже                 | YoungJae              | Ю Ён Дже      | 유영재        | 24.01.1994    | Главный вокалист         | Джокомато (Jokomato) | жёлтый            |
| Чоноп                 | JongUp                | Мун Джон Оп   | 문종업        | 06.02.1995    | Вокалист, главный танцор | Дадамато (Dadamato)  | зелёный           |

### Бывшие участники
| Сценический псевдоним | Сценический псевдоним | Настоящее имя | Настоящее имя | Дата рождения | Позиция в группе     | Название кролика      | Цвет кролика |
| --------------------- | --------------------- | ------------- | ------------- | ------------- | -------------------- | --------------------- | ------------ |
| Ёнгук                 | YongGuk               | Пан Ёнгук     | 방용국        | 31.03.1990    | Лидер, рэпер         | Шишимато (Shishimato) | красный      |
| Джело                 | Zelo                  | Чхве Джун Хон | 최준홍        | 15.10.1996    | Рэпер, танцор, макнэ | Тотомато (Totomato)   | голубой      |

## TS Entertainment
TS Entertainment является ведущим агентством, занимающееся находкой и раскруткой новичков, записью музыкальных альбомов, руководством новых талантов, а также создает и использует содержимое интернет и мобильных ресурсов для глобализации индустрии развлечения.
Основываясь на 20-летней истории индустрии развлечений, TS Entertainment был основан в 2008 году. С тех самых пор TS Entertainment стал одним из быстро растущих агентств, которое воспитывает и руководит сейчас такими артистами, как Untouchable, Secret, B.A.P и Sonamoo, TRCNG.

## Список наград
26.01.12: «Allkpop Awards 2011» — «Лучший хип-хоп исполнитель» (Ёнгук).
30.11.12: «Mnet Asian Music Awards 2012» — «Mnet PD’s Choice» — (Выбор продюсеров Mnet) *B.A.P — первая группа-новичок, которая удостоена спец. премии Mnet PD’s Choice. Предыдущие четыре победителя были широко известными артистами, которые были в муз.индустрии в течение около 10-20 лет до премии.
08.12.12: «So-Loved Awards 2012» (Европа) — «Лучший артист-новичок муж. пола» и «Лучшая хореография».
14.12.12: «MelOn Music Awards 2012» — «Лучший новичок года».
19.12.12: «Remarkable Awards 2012» (Германия) — «Лучший артист-новичок муж. пола» и «Песня года» с треком «No Mercy».
24.12.12: «Simsimtapa Awards 2012» — «Best Condition» и «Live Award».
26.12.12: «Arirang’s Simply Kpop Awards 2012» — «Супер-новички».
28.12.12: «SBS MTV Best of the Best Awards 2012» — «Лучшие новички».
02.01.13: «Eat Your Kimchi Awards 2012» — «Лучшая К-pop группа-новичок» и «Лучшее эгё в клипе» — «Stop It».
16.01.13: «Golden Disk Awards 2012» — «Новая восходящая K-pop звезда».
27.01.13: «JpopAsia Music Awards 2012» — «Самый многообещающий артист/группа» и «Новый артист/группа 2012 года».
30.01.13: «MBC Show Champion Awards 2012» — «Лучший артист-новичок мужского пола» + «Самый высокий рейтинг» (ещё они рекорд установили по посещаемости шоу, но грамоты дали две: за лучшую группу и рейтинг).
31.01.13: «Seoul Music Awards 2012» — «Новички года».
01.02.13: «Allkop Awards 2012» — «Лучшая мужская группа-новичок».
01.02.13: «Soompi France Awards 2012» — «Лучшая группа-новичок мужского пола».
01.02.13: «Gurupop Awards 2012» — «Лучшие новички».
13.02.13: «Gaon Chart Kpop Awards 2012» — «Новички года».
13.04.13: «Yinyuetai V-Chart Awards 2012» (Китай) — «Лучший новичок года».
31.05.13: «Creative Band Awards» — «Entertainment Award».
10.06.13: Награда «Golden Disk» за альбом «One Shot» на Тайване.
01.12.13: «So-Loved Awards 2013» (Европа) — «Лучшая мужская группа», «Лучший клип» (One Shot), «Лучшая мужская хореография» (One Shot).
14.12.13: «Korean Updates Awards 2013» — «Лучшая хореография» (Badman), «Лучший клип» (Badman), «Камбэк года» (One Shot), «Daesang» за альбом One Shot.
17.12.13: «Remarkable Awards 2013» (Германия) — «Лучшая мужская группа», «Лучший мини-альбом» (One Shot), «Песня года» (One Shot), «Выдающийся артист года».
23.12.13: «Eat Your Kimchi 2013» — «Лучший клип», «Лучшая мужская группа».
27.12.13: «DIG IT! DIG IT! K-pop Awards 2013» радио Zip FM (Япония) — «Лучшие новички, дебютировавшие в Японии».
30.12.13: Награда от интернет-журнала Cuvism.
23.01.14: «23 High1 Seoul Music Awards» — «Bonsang».
12.02.14: «Gaon Chart Kpop Awards 2013» — «Новый мировой артист».
19.02.14: «Soompi Awards 2013» — «Лучший фандом» (BABYz).
12.02.14: Первая победа на MBC Show Champion — 1004 «Angel».
14.02.14: Победа на KBS Music Bank — 1004 «Angel».
16.02.14: Победа на SBS Inkigayo — 1004 «Angel».
01.10.14: «So-Loved Awards 2014» (Европа) — «Лучшая мужская группа», «Лучший сингл-альбом» (Unplugged 2014), «Лучший клип» (1004 «Angel»), «Лучший альбом» (First Sensibility).

## Дискография
- 2012: Warrior;
- 2012: Power;
- 2012: Crush;
- 2012: No Mercy;
- 2012: Stop it;
- 2013: One Shot;
- 2013: Badman;
- 2014: First Sensibility;
- 2014: Where are you? What are you doing?;
- 2015: Matrix;
- 2016: Carnival;
- 2016: That’s My Jam;
- 2016: Noir;
- 2017: Rose;
- 2017: Blue;
- 2017: EGO.